# Beppo Brem
Josef Beppo Brem (München, 11 maart 1906 – aldaar, 5 september 1990) was een Duitse acteur, die vooral bekend werd door zijn optreden als Beierse volksacteur.

## Biografie
Beppo Brem was de zoon van een bierbrouwer en groeide op in het stadsdeel Schwabing van München. Zijn voorliefde voor het theater ontdekte hij als toneeltimmerman bij de Münchner Kammerspiele. Na zijn eerste figurantenrollen begon hij in 1925 met een toneelopleiding en kreeg hij in 1927 zijn eerste verbintenis aan de Bauernbühne van Bad Reichenhall. Er volgden gastspelen in Regensburg, Ulm, Berlijn en München, waar hij optrad in stukken als Don Karlos en Carl Zuckmayers Schinderhannes.
Op 24-jarige leeftijd kreeg hij eerste aanbiedingen bij de nog jonge geluidsfilm. Daar werd hij snel in de rol van de onbehouwen boerenlummel geplaatst. Vaak waren de films waarin hij meedeed van komische aard en twijfelachtige beweringen. De bekendste films, waarin hij tot 1944 te zien was, waren Das sündige Dorf (1940), Quax, der Bruchpilot (1941), Kohlhiesels Töchter (1943) en Die falsche Braut (1944). Ook in de nazi-propagandafilms Unternehmen Michael (1937), Stoßtrupp 1917 (1934), Stukas (1941) en Venus vor Gericht (1941) werkte hij mee.
Tijdens de jaren 1950 bouwde Brem zijn filmwerk verder uit. Hij speelde met sterren als Heinz Rühmann, Hans Moser, Johannes Heesters, Hans Albers, Heinz Erhardt, Peter Alexander en Theo Lingen en was te zien in heimatfilms, verwarrende komedies en muziek en militaire kleding. Vaak trad hij op in de films van zijn vriend Joe Stückel. Zowel het genre als het type, dat hij speelde, veranderden zich nauwelijks. Zelden speelde hij een serieus karakter, met uitzondering van de rolprenten Fanfaren der Liebe (1951) en Des Teufels General (1955) van Helmut Käutner met Curd Jürgens. Samen met Liesl Karlstadt speelde hij in 1956 in de eerste televisie-reclamespot, die de ARD op 3 november 1956 uitzond.
Tijdens de jaren 1960 waren het meerdere afleveringen van Ludwig Thomas' succesvol verfilmde Lausbubengeschichten, die hem weer als komediant lieten zien. Op televisie had hij van 1965 tot 1970 en van 1978 tot 1982 groot succes met de in totaal 112-delige serie Die seltsamen Methoden des Franz Josef Wanninger naast Maxl Graf en Fritz Straßner. Hier speelde hij de sluwe politie-inspecteur, die zijn zaak onconventioneel oploste. Toen de betekenis van de heimat- en muziekfilms verminderde, werkte de acteur ook mee in enkele Duitse seksfilms van de jaren 1970, hetgeen zijn populariteit geen afbreuk deed. Beppo Brem was ook steeds weer altijd te zien op de theaterpodiums in München, o.a. in de Kleinen Komödie am Max II, aan het Bayerischen Staatsschauspiel en in het Theater an der Brienner Straße. Daar speelde hij ook serieuzere rollen in volksstukken. Nu en dan was hij ook lid van het ensemble van het Chiemgauer Volkstheater.
Een hoogtepunt in het late werk van de acteur was de belichaming van de huismeester in de komedie Hexenschuß uit 1987 met Helmut Fischer. Zijn laatste optredens had hij in het stuk Der verkaufte Großvater, in de tv-serie Heidi und Erni en als uitgerangeerde trambestuurder in het melancholieke drama Auf dem Abstellgleis (1989) met Erni Singerl en Toni Berger, een cadeau van de BR aan een van zijn belangrijkste optredens. Kort na het einde van de opnamen overleed Beppo Brem.

## Privéleven en overlijden
In 1932 trouwde hij met de voormalige soubrette Marga Wening, met wie hij tot aan zijn dood getrouwd was. Uit dit huwelijk kwam een dochter voort. Beppo Brem overleed in september 1990 op 84-jarige leeftijd in een ziekenhuis in München aan de gevolgen van longkanker. Hij werd bijgezet op het Nordfriedhof in München.

## Onderscheidingen
- 1970: Bayerischer Verdienstorden
- 1970: Zilveren Bambi voor Die seltsamen Methoden des Franz Josef Wanninger
- 1981: "München leuchtet den Freunden Münchens"-medaille van de stad München in goud
- 1983: Orde van Verdienste van de Bondsrepubliek Duitsland 1e klasse

## Filmografie
- 1932: Die verkaufte Braut
- 1933: Muß man sich gleich scheiden lassen?
- 1933: Stoßtrupp 1917
- 1933: Der Tunnel
- 1934: Der junge Baron Neuhaus
- 1934: Die Mühle im Schwarzwald
- 1934: Um das Menschenrecht
- 1935: Knock Out
- 1935: Ehestreik
- 1935: Die Heilige und ihr Narr
- 1936: Standschütze Bruggler
- 1936: 1A in Oberbayern
- 1936: Die drei um Christine
- 1936: Die letzten vier von Santa Cruz
- 1936: Weiberregiment
- 1936: Donogoo Tonka, die geheimnisvolle Stadt
- 1937: Die Dorfsschwindler
- 1937: Spiel auf der Tenne
- 1937: Unternehmen Michael
- 1938: Urlaub auf Ehrenwort
- 1938: Frau Sixta
- 1938: Die Pfingstorgel
- 1939: Wasser für Canitoga
- 1940: Feinde
- 1940: Beates Flitterwoche
- 1940: Das sündige Dorf
- 1941: Spähtrepp Hallgarten
- 1941: Über alles in der Welt
- 1941: Stukas
- 1941: Der scheinheilige Florian
- 1941: Quax, der Bruchpilot
- 1943: Großstadtmelodie
- 1943: Wildvogel
- 1943: Kohlhiesels Töchter
- 1943: Quax in Afrika
- 1944: Münchnerinnen (UA: 1949)
- 1945: Dreimal Komödie
- 1948: Im Tempel der Venus
- 1949: Nach Regen scheint Sonne
- 1949: Die drei Dorfheiligen
- 1949: Heimliches Rendezvous
- 1950: Königskinder
- 1950: Alles für die Firma
- 1950: Zwei in einem Anzug
- 1950: Der Theodor im Fußballtor
- 1950: Sensation im Savoy
- 1950: Aufruhr im Paradies
- 1950: Die Nacht ohne Sünde
- 1950: Die fidele Tankstelle
- 1951: Tanz ins Glück
- 1951: Fanfaren der Liebe
- 1951: Heimat, deine Sterne
- 1951: 3 'Kavaliere'
- 1952: Mönche, Mädchen und Panduren
- 1952: Wenn abends die Heide träumt
- 1952: Einmal am Rhein
- 1952: Drei Tage Angst
- 1952: Zwei Menschen
- 1953: Keine Angst vor großen Tieren
- 1953: Maria Johanna
- 1953: Ehestreik
- 1954: Ein Haus voll Liebe
- 1954: Keine Angst vor Schwiegermüttern
- 1954: Das sündige Dorf
- 1954: Hochzeitsglocken
- 1955: Der Fischer vom Heiligensee
- 1955: Unternehmen Schlafsack
- 1955: Des Teufels General
- 1955: Das Forsthaus in Tirol
- 1955: Eine Frau genügt nicht?
- 1955: Sonnenschein und Wolkenbruch
- 1955: Oh – diese 'lieben' Verwandten
- 1955: Zärtliches Geheimnis / Ferien in Tirol
- 1956: Auf Wiedersehn am Bodensee
- 1956: Manöverball
- 1956: IA in Oberbayern
- 1956: II-A in Berlin
- 1956: Pulverschnee nach Übersee
- 1956: Waldwinter
- 1956: Zwei Bayern in St. Pauli
- 1956: Nichts als Ärger mit der Liebe
- 1956: Die gestohlene Hose
- 1956: Die fröhliche Wallfahrt
- 1956: Der Jäger vom Roteck
- 1957: Der Etappenhase
- 1957: Zwei Matrosen auf der Alm
- 1957: Zwei Bayern im Urwald
- 1957: Heiratskandidaten
- 1957: Zwei Bayern im Harem
- 1957: Der Bauerndoktor von Bayrischzell
- 1957: Die fidelen Detektive
- 1958: Der Sündenbock von Spatzenhausen
- 1958: Die Landärztin
- 1958: Meine 99 Bräute
- 1958: Heiratskandidaten
- 1958: Mein Schatz ist aus Tirol
- 1959: Alle lieben Peter
- 1959: Der Haustyrann
- 1959: Bei der blonden Kathrein
- 1959: Kein Mann zum Heiraten
- 1960: Agatha, laß das Morden sein!
- 1961: Drei weiße Birken
- 1961: Der Hochtourist
- 1961: Am Sonntag will mein Süßer mit mir segeln gehn
- 1961: Saison in Salzburg
- 1961: So liebt und küßt man in Tirol
- 1962: Der verkaufte Großvater
- 1962: Verrückt und zugenäht
- 1962: Wilde Wasser
- 1962: Der Pastor mit der Jazztrompete
- 1962: Die Post geht ab
- 1962: Zwei Bayern in Bonn
- 1963: Allotria in Zell am See
- 1963: Heimweh nach St. Pauli
- 1964: Die lustigen Weiber von Tirol
- 1964: Tonio Kröger
- 1964: Lausbubengeschichten
- 1965: Tante Frieda – Neue Lausbubengeschichten
- 1966: Das sündige Dorf
- 1966: Onkel Filser – Allerneueste Lausbubengeschichten
- 1967: Wenn Ludwig ins Manöver zieht
- 1967: Da lacht Tirol
- 1968: Otto ist auf Frauen scharf
- 1969: Das Go-Go-Girl vom Blow-Up
- 1969: Pudelnackt in Oberbayern
- 1970: Alles für die Katz
- 1970: Hurra, ein toller Onkel wird Papa
- 1971: Das haut den stärksten Zwilling um
- 1971: Mein Vater, der Affe und ich
- 1971: Verliebte Ferien in Tirol
- 1971: Hilfe, die Verwandten kommen
- 1972: Mensch ärgere dich nicht
- 1973: Oh Jonathan – oh Jonathan!
- 1974: Der Jäger von Fall
- 1977: Die Jugendstreiche des Knaben Karl
- 1983: Die unglaublichen Abenteuer des Guru Jakob

Televisieseries
- 1964: Gewagtes Spiel – Und alles um eine Kuh
- 1965–1970: Die seltsamen Methoden des Franz Josef Wanninger
- 1970–1971: Königlich Bayerisches Amtsgericht (3 afleveringen)
- 1970–1985: Der Komödienstadel – (7 afleveringen)
- 1972: Rabe, Pilz und dreizehn Stühle
- 1977–1985: Polizeiinspektion 1 (6 afleveringen)
- 1978: Der Komödienstadel – Der ledige Hof
- 1978–1982: Die unsterblichen Methoden des Franz Josef Wanninger
- 1984: Lach mal wieder
- 1984: Heiße Wickel, kalte Güsse
- 1990: Heidi und Erni

#### Televisiefilms
- 1971: Olympia – Olympia
- 1974: Josef Filser
- 1985: Wenn der Hahn kräht
- 1987: Der G'wissenswurm
- 1987: Hexenschuß
- 1988: Einfaches Leben
- 1988: Chiemgauer Volkstheater: Der verkaufte Großvater
- 1989: Auf dem Abstellgleis

- Bibliothèque nationale de France: cb16656094p (data)
- Gemeinsame Normdatei: 135595886
- International Standard Name Identifier: 0000 0000 6324 4396
- Library of Congress Control Number: no2009115687
- Virtual International Authority File: 67686027
- WorldCat: E39PBJycRdjRKb7JHpXqx6qvpP